# Ricinocarpos psilocladus
Ricinocarpos psilocladus là một loài thực vật có hoa trong họ Đại kích. Loài này được (Müll.Arg.) Benth. miêu tả khoa học đầu tiên năm 1873.